# Eisuke Nakanishi
Eisuke Nakanishi (Prefectura de Mie, Japó, 23 de juny de 1973) és un exfutbolista japonès.

## Selecció japonesa
Eisuke Nakanishi va disputar 14 partits amb la selecció japonesa.